# Charles Oser

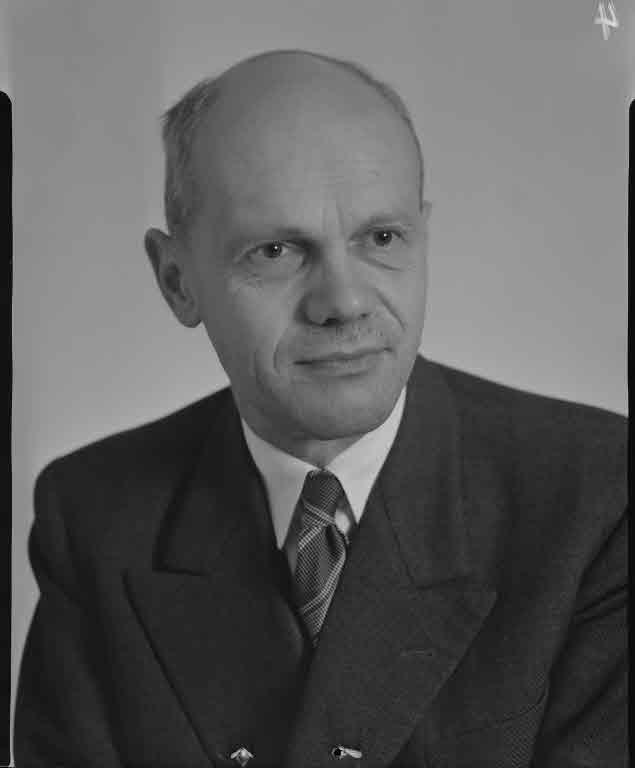
Charles Oser (1960)

Charles Oser (* 17. Februar 1902 in Sitten; † 29. März 1994 in Bern; heimatberechtigt in Basel) war ein Schweizer Jurist. Er war von 1952 bis 1967 Bundeskanzler.

## Biografie
Oser absolvierte das Gymnasium in Lausanne. Anschliessend studierte er Recht an der Universität Lausanne und an der Universität Bern. 1928, ein Jahr nachdem er promoviert hatte, trat er in die Bundesverwaltung ein. In der Bundeskanzlei und im Ständerat war er daraufhin als Sekretär und Übersetzer tätig. 1944 wurde er vom Bundesrat zum Vizekanzler ernannt.
Nach dem Rücktritt von Bundeskanzler Oskar Leimgruber wählte die Bundesversammlung Oser 1951 zu dessen Nachfolger. Er war von seiner Partei, der FDP, nominiert worden und setzte sich gegen den Thurgauer Oberrichter Thomas Plattner, den Kandidaten der Katholisch-Konservativen Volkspartei, durch.
Wie vor ihm Bovet verzichtete auch Oser auf einen zweiten Vizekanzler und übernahm selber die Verantwortung für die französischsprachigen Texte. Das wichtigste verwaltungsinterne Projekt, das die Bundeskanzlei unter seiner Führung in Angriff nahm, war der Aufbau der Systematischen Sammlung des Bundesrechts, die 1974 unter Bundeskanzler Karl Huber abgeschlossen wurde und seither fortlaufend nachgeführt wird. Mit Erreichen des Pensionsalters trat Oser 1967 zurück.